# Ahmad Abdul-Jabar
Ahmad Abdul-Jabar (en árabe: احمد العبدالجبار جاسم‎; Irak; 8 de enero de 1978) es un exfutbolista y entrenador de fútbol iraquí que jugaba en la posición de centrocampista. Actualmente es en entrenador del Al-Karkh SC de la Liga Premier de Irak.

## Carrera

### Club
| Periodo   | Club          |
| --------- | ------------- |
| 1995–1997 | Al-Karkh SC   |
| 1997–2002 | Al-Zawraa     |
| 2002–2004 | Al-Shamal SC  |
| 2004–2006 | Al-Zawraa     |
| 2006–2008 | Al-Yarmouk FC |
| 2008–2009 | Duhok FC      |
| 2009–2010 | Baghdad FC    |
| 2010–2011 | Al-Zawraa     |
| 2011–2012 | Zakho FC      |
| 2012–2015 | Al-Karkh SC   |

### Selección nacional
Jugó para Irak en 27 ocasiones de 1998 a 2009 sin anotar goles; y participó en la Copa Asiática 2000.

### Entrenador
| Periodo   | Club                       |
| --------- | -------------------------- |
| 2019      | Al-Sinaat Al-Kahrabaiya SC |
| 2020–2021 | Al-Karkh SC                |
| 2021–2022 | Al-Sinaat Al-Kahrabaiya SC |
| 2022–     | Al-Karkh SC                |

## Logros

### Jugador

#### Club
- Iraqi Premier League: 1998–99, 1999–2000, 2000–01, 2005–06, 2010–11
- Iraq FA Cup: 1997–98l 1998–99, 1999–2000
- Copa Elite Iraquí: 1999
- Iraqi Super Cup: 1998, 1999, 2000

#### Selección nacional
- Campeonato de la WAFF: 2002

### Entrenador
- Iraq FA Cup: 2021–22